# Farouk Ben Jeddi
Farouk Ben Jeddi (arabe : فاروق ﺑﻦ جدي), né le 6 janvier 1989, est un nageur franco-tunisien participant aux compétitions internationales sous les couleurs de la Tunisie.

## Carrière
Farouk Ben Jeddi remporte la médaille de bronze du relais 4 x 200 mètres nage libre aux Jeux africains de 2007 à Alger.
Aux championnats d'Afrique 2008 à Johannesbourg, il est médaillé d'or du relais 4 x 100 mètres nage libre, médaillé d'argent du relais 4 x 100 mètres quatre nages et médaillé de bronze du 100 mètres nage libre.